# Sulzhoftunnel
Der Sulzhoftunnel ist ein 714 m langer Eisenbahntunnel der Schnellfahrstrecke Hannover–Würzburg. Er verläuft unterhalb der Gehöfte Sulzhof, nordwestlich des Ortsteils Kerzell der osthessischen Gemeinde Eichenzell, und trägt daher seinen Namen.
Die drei Gehöfte liegen rund 10 km südwestlich des Stadtkerns von Fulda in einem abgelegenen Tal.

## Verlauf
Der Tunnel verläuft, zwischen den Streckenkilometern 241,2 und 242,0, in südwestlicher Richtung. Südlich schließt sich die Nördliche Fliedetalbrücke an, nördlich folgt nach mehreren kleineren Brücken und Erdbauwerken der Bahnhof Fulda.
Das Nordportal des Tunnels liegt unterhalb des südlichen Hofs. Auf einem Damm passiert die Strecke die beiden weiteren, nördlich des Tunnelportals gelegenen Gehöfte.

## Geschichte

### Planung
Die Geschichte der drei Gehöfte reicht zurück bis in das 19. Jahrhundert. Sie beherbergten ursprünglich ein Kloster der Zisterzienser.
Im Zuge der im Rahmen des Raumordnungsverfahrens in den Jahren 1974 und 1975 erwogenen Varianten I und II war der heutige Sulzhoftunnel nicht vorgesehen. Die Strecke sollte auf dieser Höhe weiter westlich verlaufen. Nach dem Planungsstand von 1976 war ein Tunnel unter dem Kerzeller Laß „ab etwa Sulzhof“ von 1410 m Länge vorgesehen.
1982 erstand die damalige Deutsche Bundesbahn eines der drei Gehöfte für 214.000 D-Mark (rund 110.000 Euro; Preisstand: 1982) und überbot damit eine in dem Bauerngehöft wohnende Wohngemeinschaft, die 80.000 D-Mark geboten hatte. Die Bundesbahn bemühte sich anschließend, die Mieter herauszuklagen. Eine Wohngemeinschaft, die einen der drei Höfe bewohnte, zog aus, die der beiden anderen Höfe blieben zunächst. Ein weiterer Hof ist seit dem Bau der Strecke nur noch über eine Brücke zu erreichen. In diesen Hof zogen Bauarbeiter ein. Die damalige Bundesbahn riss mehrere Nebengebäude des erstandenen Hofes ab und errichtete auf deren Fundamenten Baracken für Bauarbeiter. Dadurch lebten Projektgegner und Befürworter Tür an Tür.
1984 wurde das Bauwerk mit einer Länge von 660 m und Kosten von 22,2 Millionen DM geplant.

### Bau
Im April 1983 begannen die Vorbereitungen für den Tunnelbau. Dabei wurde auch eine Fläche von Staatswald gerodet, um dort eine Deponie für Erdmassen aus dem Tunnelbau unterzubringen.
Die Röhre wurde am 21. Juni 1983 angeschlagen. Die geplante Tunnellänge lag dabei bei 660 m. Beim Tunnelanstich demonstrierten Anwohner mit Transparenten und Trauerkränzen. Während der Bauphase wurden im Sulzhoftal auch Erdmassen abgelagert.
Im Oktober 1984 stand der Tunnel kurz vor dem Durchschlag.
Das Bauwerk lag im Planungsabschnitt 18 des Mittelabschnitts der Neubaustrecke.